# Alingsås rådhus

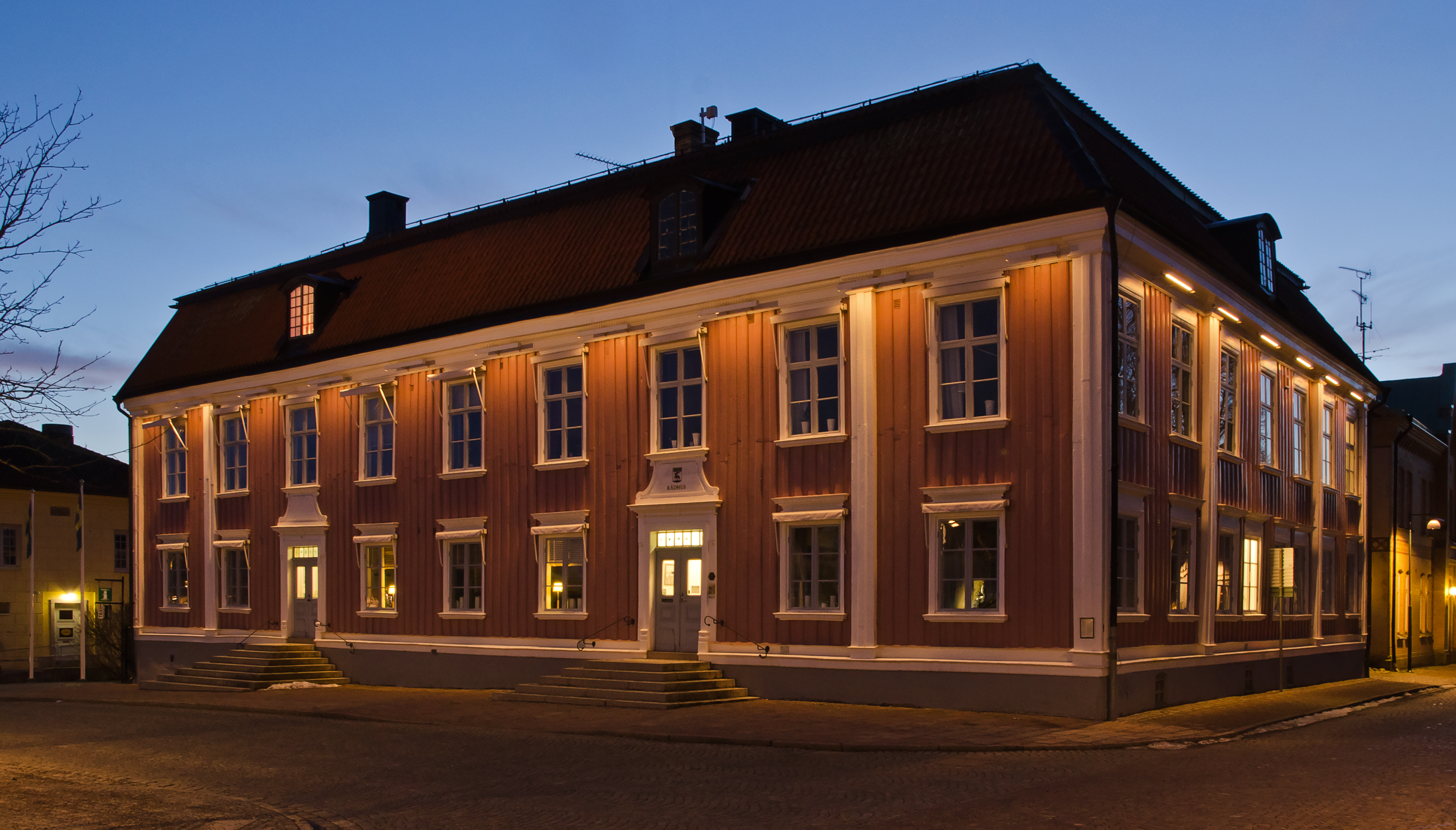
Alingsås rådhus i kvällsbelysning.

Alingsås rådhus är en byggnad vid Stora Torget 1 A i Alingsås. Byggnaden, som bland annat använts som rådhus under åren 1829–1965, läroverk och borgmästarebostad och numera används av den kommunala förvaltningen, är byggnadsminne sedan den 31 januari 1983.

## Historia
Alingsås rådhus uppfördes år 1769 i gustaviansk anda av kommerserådet Patrik Alströmer som en tvåvånings timrad vinkelbyggnad under brutet valmat tak, att användas som bostad. Efter att ha fungerat som rådhus övergick byggnaden till att utnyttjas bland annat som läroverk och borgmästarebostad. Den används numera för den kommunala förvaltningen. I samband med dessa funktionsförändringar har den ursprungliga inredningen gått förlorad medan det yttre i stort sett bibehållits intakt.
Byggnaden inköptes år 1829 av Alingsås stad, varvid det inreddes lokaler för rådhusrätten. Dessutom rymdes en skola och bostäder för borgmästaren och rektorn. Skolan flyttade ut år 1901 och i samband med rektorns flytt år 1910 renoverades rådhuset och lokaler för drätselkammare, stadskamrer och stadsingenjör inreddes. Numera fungerar det gamla rådhuset som kontor för kommunal administration och kommunledningen har sina sessionssalar i huset. Byggnaden fungerade som rådhus under åren 1829–1965.

## Beskrivning
Byggnaden har rosamålad locklistpanel, grå spritputsad sockel och är försedd med pilasterliknande knutlådor, vilka liksom fönster- och dörrfoder är vitmålade. Fasaden åt torget har dubbla entréer med dekorativa dörröverstycken och överljusfönster. Fönsterbågarna är tre rutor höga med profilerade omfattningar. Trapporna är av kalksten och har tidigare varit fritrappor med räcke mot gatan.
Byggnaden, som är vinkelbyggd, vänder sig med sin huvudfasad mot torget. Rådhuset är kanske den mest framträdande karaktärsbyggnaden i detta bebyggelsesammanhang med sina markerade entréer med paradtrappa. Byggnaden bevarar egenarten hos gången tids byggnadsskick och anses med hänsyn till det som synnerligen märklig.